# Tetragnatha lamperti
Tetragnatha lamperti este o specie de păianjeni din genul Tetragnatha, familia Tetragnathidae, descrisă de Strand, 1906.
Este endemică în Etiopia. Conform Catalogue of Life specia Tetragnatha lamperti nu are subspecii cunoscute.